# 59 (Puffy AmiYumi)
2.º Miniálbum lanzado por PUFFY, Disponible en Estados Unidos y Japón. Debutó en el Oricon Chart en el #62, algunas de las Canciones de este CD ya Habían sido grabadas (como "Sunrise" 2004, que fue el único Single del Álbum que incluía otra Vieja Canción del año 2003, "Urei", y "Teen Titans Theme" también de ese año). 
Las Otras 5 Canciones si Fueron recién-grabadas, "Sunrise", se usó como Opening para la Serie "SD GUNDAM FORCE" el cual también estuvo en su Soundtrack Oficial, en ese mismo año se Publicó Hi Hi Puffy AmiYumi: Music From the Series, que incluía 3 Canciones de este Álbum ("Joining a Fan Club", "Sunrise", "Forever") el único Cover de este Álbum fue Joining a Fan Club, Original del Grupo Jellyfish, de los años 60'.

## 59
| N.º | Título                  | Duración |  |
| 1.  | «Sunrise»               | 3:54     |  |
| 2.  | «Joining A Fan Club»    | 4:01     |  |
| 3.  | «Kokoro ni Hana o»      | 4:40     |  |
| 4.  | «Kazemakase Futaritabi» | 4:07     |  |
| 5.  | «Forever»               | 2:31     |  |
| 6.  | «So Long Zero»          | 3:55     |  |

## Sencillos
1. Sunrise/憂 (UREI)

1. ↑  http://www.oricon.co.jp/prof/artist/19838/products/music/539904/1/

- Datos: Q2700640